# Bạch tuộc (phim truyền hình)
Bạch tuộc (tiếng Ý: La Piovra) là một loạt phim truyền hình nhiều tập của Ý với chủ đề về cuộc chiến chống mafia. Phát sóng lần đầu trong bối cảnh nước Ý bị chấn động vì cuộc chiến mafia lần hai (Seconda guerra di mafia) và cảnh sát Ý bắt đầu đẩy mạnh chiến dịch truy quét mafia, Bạch tuộc được đánh giá là một trong những tác phẩm truyền hình khắc họa chân thực nhất bộ mặt của mafia và sự khốc liệt của cuộc đối đầu cảnh sát - tội phạm ở Ý. Tính cho đến năm 2001 đài Rai Uno (RAI 1) đã thực hiện được 10 phần của loạt phim Bạch tuộc trong đó được đánh giá cao nhất là 4 phần gốc (công chiếu vào các năm 1984, 1985, 1987 và 1989) nói về cuộc đối đầu giữa thanh tra Corrado Cattani (do Michele Placido thủ vai) và tay trùm mafia Tano Cariddi (do Remo Girone thủ vai).

## Nhan đề
La Piovra trong tiếng Ý có nghĩa là bạch tuộc nhưng cũng dùng để ám chỉ những loài khát máu hay chính mafia. Vì vậy tên phim được dịch ở các quốc gia hầu hết đều lấy nhan đề là Bạch tuộc hoặc Mafia:
- Bản tiếng Nga: Спрут (Bạch tuộc)
- Bản tiếng Pháp: La Mafia (Mafia)
- Bản tiếng Đức: Allein gegen die Mafia (Một mình chống lại Mafia)
- Bản tiếng Việt: Bạch tuộc

## Nội dung
Bạch tuộc mô tả cuộc chiến của giới cảnh sát và tư pháp chống lại các thế lực mafia và ủng hộ mafia vào đầu thập niên 1980 ở Ý mà tập trung là ở đảo Sicilia. Đây là cuộc chiến cực kì khốc liệt khi không chỉ những tay trùm mafia bị tống vào ngục mà nhiều sĩ quan cảnh sát và các thẩm phán cũng bị mafia sát hại. Chính nhân vật thanh tra Cattani cũng bị mafia ám sát trong phần 4 của phim (phát sóng năm 1989). Chỉ 3 năm sau khi phần 4 được phát sóng, hai thẩm phát đứng đầu cuộc chiến chống mafia của Ý là Paolo Borsellino và Giovanni Falcone đã bị sát hại.

## Nhân vật chính
- Thanh tra Corrado Cattani (do Michele Placido thủ vai): Nhân vật chính của bốn phần đầu tiên. Cuộc chiến chống mafia không chỉ làm Cattani hao tổn sức khỏe, trí óc mà còn phá hoại cuộc sống gia đình của anh. Vợ anh, Else Cattani (Nicole Jamet), từng phản bội chồng 13 năm trước đó, làm Cattani luôn ở trong trạng thái nghi ngờ không biết mình có thực là cha của Paola (Cariddi Nardulli), cô con gái anh hết mực yêu quý, không. Cả hai người thân nhất của Cattani sau này đều bị mafia sát hại. Trong quá trình điều tra những hoạt động tội ác của mafia, anh đã nảy sinh tình cảm với nữ bá tước Raffaella Pecci Scialoia hay tên thân mật là Titti (Barbara De Rossi), vốn cũng là một nạn nhân của mafia.
- Trùm mafia Gaetano 'Tano' Carridi (do Remo Girone thủ vai): Trải qua tuổi thơ nghèo khó trên đảo Sicilia (được miêu tả trong phần 10 của phim), Tano sớm trở thành một mafioso tàn bạo nhưng cũng rất thông minh, luôn tìm cách tránh được sự truy đuổi của cảnh sát cũng như tiêu diệt những kẻ cản bước công việc làm ăn của mình. Thiếu tình thương từ nhỏ, lại phải chứng kiến cảnh mẹ ruột bị hãm hiếp và sát hại, Tano cực kì lạnh lùng và tàn nhẫn trong công việc nhưng lại rất yêu quý và chăm sóc cho em gái.
- Nữ thẩm phán Sylvia Conti (do Patricia Millardet thủ vai): Tuy là nữ giới nhưng bà cũng rất cứng rắn trong cuộc chiến chống mafia. Conti đã phải chứng kiến nhiều cộng sự thân cận của bà bị mafia sát hại, đầu tiên là Cattani, sau đó là nhà báo Davide 'Tardi' Licata (Vittorio Mezzogiorno).
- Thanh tra Gianni Breda (do Raoul Bova): Người phụ trách cuộc chiến chống mafia sau khi Cattani bị ám sát. Là một sĩ quan trẻ tuổi thiếu kinh nghiệm, Breda đã gặp một số thất bại nặng nề. Những thất bại này đã giúp Breda vững vàng hơn và anh sớm trở thành người thay thế xứng đáng cho Cattani.

## Các phần
Bạch tuộc được đài Rai Uno phát sóng lần đầu ngày 11 tháng 3 năm 1984. Loạt phim sau đó đã được trình chiếu ở Pháp, Đức, Liên Xô, Việt Nam và đều được công chúng đón nhận. Tính cho đến năm 2001 bộ phim đã phát sóng được 10 phần:
| Phần                                                      | Phát sóng | Thời lượng | Đạo diễn           | Thông tin (IMDb) |
| --------------------------------------------------------- | --------- | ---------- | ------------------ | ---------------- |
| Bạch tuộc                                                 | 1984      | 402 phút   | Damiano Damiani    | Phần 1           |
| Bạch tuộc 2                                               | 1985      | 384 phút   | Florestano Vancini | Phần 2           |
| Bạch tuộc 3                                               | 1987      | 430 phút   | Luigi Perelli      | Phần 3           |
| Bạch tuộc 4                                               | 1989      | 600 phút   | Luigi Perelli      | Phần 4           |
| Bạch tuộc 5 (Il cuore del problema)                       | 1990      | 400 phút   | Luigi Perelli      | Phần 5           |
| Bạch tuộc 6 (L' ultimo segreto)                           | 1992      | 420 phút   | Luigi Perelli      | Phần 6           |
| Bạch tuộc 7 (Indagine sulla morte del comissario Cattani) | 1994      | 600 phút   | Luigi Perelli      | Phần 7           |
| Bạch tuộc 8 (Lo scandalo)                                 | 1997      | 220 phút   | Giacomo Battiato   | Phần 8           |
| Bạch tuộc 9 (Il patto)                                    | 1998      | 220 phút   | Giacomo Battiato   | Phần 9           |
| Bạch tuộc 10                                              | 2001      | 220 phút   | Luigi Perelli      | Phần 10          |

## Diễn viên

### Phần 1
- Michele Placido... Thanh tra cảnh sát Corrado Cattani
- Barbara De Rossi... Nữ bá tước Raffaella Pecci Scialoia / Titti
- Nicole Jamet... Else Cattani, vợ Corrado
- Angelo Infanti... Sante Cirinná
- Pino Colizzi... Nanni Santamaria
- Renato Mori... Phó thanh tra cảnh sát Altero
- Cariddi Nardulli... Paola Cattani, con gái Corrado
- Paul Guers... Giáo sư Gianfranco Laudeo
- Flavio Bucci... Don Manfredi
- Florinda Bolkan... Nữ bá tước Olga Camastra

### Phần 2
- Michele Placido... Thanh tra cảnh sát Corrado Cattani
- Florinda Bolkan... Olga Camastra
- Martin Balsam... Frank Carrisi
- François Périer... Luật sư Terrasini
- Paul Guers... Giáo sư Gianfranco Laudeo
- Sergio Fantoni... Đại tá Ettore Ferretti
- Jacques Dacqmine... Sebastiano Cannito

### Phần 3
- Michele Placido... Thanh tra cảnh sát Corrado Cattani
- Giuliana de Sio... Giulia Antinari
- Alain Cuny... Nicola Antinari
- Francisco Rabal... Abbott Lovano
- François Périer... Luật sư Terrasini
- Marie Laforêt... Anna Antinari
- Luigi De Filippo... George Venturi
- Remo Girone... Tano / Gaetano Carridi

### Phần 4
- Michele Placido... Commissario Corrado Cattani
- Patricia Millardet... Silvia Conti
- Remo Girone... Gaetano 'Tano' Cariddi
- Simona Cavallari... Esther Rasi
- Jean-Luc Bideau... Davide Faeti
- François Marthouret... Ernesto Conti
- Bruno Cremer... Antonio Espinosa

### Phần 5
- Riccardo Cucciolla... Riccardo Respighi
- Vittorio Mezzogiorno... Thanh tra cảnh sát Davide Licata
- Patricia Millardet... Silvia Conti
- Remo Girone... Tano Cariddi
- Ana Torrent... Maria Cariddi, em gái Tano
- Claudine Auger... Annunziata Linori
- Vanni Corbellini... Andrea Linori
- Orazio Orlando... Annibale Corvo

### Phần 6
- Vittorio Mezzogiorno... Davide Licata / Tardi
- Patricia Millardet... Silvia Conti
- Remo Girone... Tano Cariddi
- Ana Torrent... Maria Cariddi, em gái Tano
- Ferruccio De Ceresa... Tướng cảnh sát Alessio Amadei
- Xavier Deluc... Lorenzo Ribeira

### Phần 7
- Patricia Millardet... Silvia Conti
- Ennio Fantastichini... Saverio Bronta
- Stefan Danailov... Nazareno 'Nuzzo' Marciano
- Florinda Bolkan... Nữ bá tước Olga Camastra
- Raoul Bova... Phó thanh tra cảnh sát Gianni Breda
- Anita Zagaria... Giulia Altofonte, giáo viên
- Lorenza Indovina... Chiara Bronta, vợ Saverio
- Renato De Carmine... Aldo Rannisi, chồng Olga'

### Phần 8
- Raoul Bova... Đại úy Carlo Arcuti
- Anja Kling... Barbara Greenberg Altamura
- Luca Zingaretti... Pietro Favignana
- Fabrizio Contri... Nam tước Francesco Altamura
- Primo Reggiani... Tano Tanuzzu/Cariddi
- Andrea Lorina... Paul Altamura
- Mietta... Rosaria Albanese
- Ferdinando Murolo... Toni Marciano (as Nando Murolo)

### Phần 9
- Raoul Bova... Đại úy Carlo Arcuti
- Anja Kling... Barbara Greenberg Altamura
- Fabrizio Contri... Nam tước Francesco Altamura
- Maurizio Donadoni... Colonnello Valente
- Tony Sperandeo... Turi Mondello
- Laura Marinoni... Augusta Altamura, em họ Nam tước

### Phần 10
- Remo Girone... Tano Cariddi
- Patricia Millardet... Silvia Conti, Deputy Prosecutor
- Elena Arvigo... Giulia Mercuri, con gái Aldo
- Rolf Hoppe... Giáo sư Ramonte
- Arturo Paglia... Marco Rittone, con gái Edoardo
- Francesco Siciliano... Thanh tra Leonardi
- Ramona Badescu... Maria Cariddi, mẹ Tano (xuất hiện trong hồi ức)
- Simona Cavallari... Esther Rasi, vợ Tano (xuất hiện trong hồi ức)
- Maria Pia Di Meo... Silvia Conti (voice)
- Sergio Fiorentini... Giáo sư Ramonte (voice)
- Michele Placido... Thanh tra cảnh sát Corrado Catani (xuất hiện trong hồi ức)